# 花台乡
花台乡，是中华人民共和国重庆市巫溪县下辖的一个乡镇级行政单位。

## 行政区划
花台乡下辖以下地区：
川主村、龙坡村、八龙村和花台村。